# سیگنال‌دهی تفاضلی

سیگنالی که به‌صورت تفاضلی منتقل می‌شود. به افزایش دامنه در انتهای دریافت‌کننده توجه‌کنید.

سیگنال‌دهی تفاضلی یا سیگنال‌دهی دیفرانسیلی روشی برای انتقال‌سازی الکتریکی اطلاعات با استفاده از دو سیگنال مکمل است. این فن همان سیگنال الکتریکی را به‌عنوان یک زوج تفاضلی از سیگنال‌ها ارسال می‌کند که هرکدام در رسانای خاص خود هستند. زوج رساناها می‌توانند سیم‌هایی در یک کابل زوج بهم‌تابیده یا نواری یا مسیرهایی روی یک برد مدار چاپی باشند.
از نظر الکتریکی، دو رسانا سیگنال‌های ولتاژی را حمل می‌کنند که از نظر بزرگی برابر هستند، اما قطبیت مخالف دارند. مدار گیرنده به تفاوت بین دو سیگنال پاسخ می‌دهد که منجر به سیگنالی با اندازه دوبرابری می‌شود.
سیگنال‌های متقارن سیگنال‌دهی تفاضلی را می‌توان متعادل نامید، اما این اصطلاح به‌طور مناسب‌تر برای مدارهای متعادل و خطوط متعادل به کار می‌رود که تداخل حالت-مشترک را هنگام تغذیه به گیرنده تفاضلی واپس (به انگلیسی: reject) می‌کنند. سیگنال‌دهی تفاضلی یک خط را متعادل نمی‌کند و همچنین وازنش (به انگلیسی: rejection) نویز در مدارهای متعادل نیاز به سیگنال‌دهی تفاضلی ندارد.
سیگنال‌دهی تفاضلی باید با سیگنال‌دهی تک-انتهایی مقایسه شود که تنها یک رسانا را با سیگنال راه‌اندازی می‌کند، درحالی که دیگری به یک ولتاژ مرجع ثابت متصل‌شده‌است.

## مزایای
برخلاف تصور رایج، سیگنال‌دهی تفاضلی تأثیری بر لغوش نویز (به انگلیسی: noise cancellation) ندارد. خطوط متعادل با گیرنده‌های تفاضلی، بدون توجه به اینکه سیگنال تفاضلی یا تک‌سَر باشد،  نویز را واپس می‌کنند، اما از آنجایی که وازنش نویز (به انگلیسی: noise rejection) خط متعادل به هر روی به گیرنده تفاضلی نیاز دارد، سیگنال‌های تفاضلی اغلب در خطوط متعادل استفاده می‌شود. برخی از مزایای سیگنال‌دهی تفاضلی عبارتند از:
- ولتاژ سیگنال بین زوج تفاضلی دوبرابر شده (در مقایسه با سیگنال تک‌انتهایی با همان سطح اسمی)، که سَرماند اضافی ۶ دسی‌بل ایجاد می‌کند.
- نویز حالت-مشترک بین دو آپ‌اَمپ (مثلاً از حذف منبع تغذیه ناقص) به راحتی توسط گیرنده تفاضلی حذف می‌شود.
- به دلیل افزایش ایمنی نویز و ۶ دسی‌بل سَرماند اضافی، امکان کابل‌کشی طولانی‌تر وجود دارد.
- در فرکانس‌های بالاتر، امپدانس خروجی تقویت‌کننده خروجی می‌تواند تغییرکند و درنتیجه یک نامتعادلی کوچک ایجاد شود. هنگامی که در حالت تفاضلی با دو تقویت‌کننده یکسان راه‌اندازی می‌شود، این تغییر امپدانس برای هردو خط یکسان خواهد بود و درنتیجه لغو می‌شود.

### مناسب برای استفاده با وسایل الکترونیکی ولتاژ-پایین

تقویت‌کننده‌های تفاضلی با تقویت اختلاف بین ولتاژهای دو ورودی تقویت‌کننده به سیگنال‌های تفاضلی پاسخ می‌دهند.

صنعت الکترونیک، به‌ویژه در دستگاه‌های قابل‌حمل و همراه، به‌طور مداوم در تلاش است تا ولتاژ منبع تغذیه را کاهش دهد تا در مصرف توان صرفه‌جویی کند.، با این حال، ولتاژ پایین تغذیه، ایمنی نویز را کاهش می‌دهد. سیگنال‌دهی تفاضلی به کاهش این مشکلات کمک می‌کند، زیرا برای یک ولتاژ منبع معین، دوبرابر یک سامانه تک‌سر مصونیت نویز ایجاد می‌کند.